# Gustaf Victor Wretmark
Gustaf Victor Wretmark, född 1789, död 1832, var en svensk kammarförvaltare och målare.  
Han var son till löjtnanten vid arméns flotta Carl Gustaf Wretmark och Sophia Green. Wretmark arbetade som kammarförvaltare i förvaltningen av sjöärenden och var vid sidan av  sitt arbete verksam som konstnär. Han medverkade några gånger i Konstakademiens utställningar på 1820-talet. Hans konst består av landskapsskildringar utförda i olja eller gouache. 